# أوكلاند ستارز
أوكلاند ستارز (بالإنجليزية: Auckland Stars)‏ هو فريق كرة سلة نيوزلندي تأسس في سنة 1982 يقع مقره في أوكلاند. يلعب في الدوري النيوزيلندي لكرة السلة وفاز به 9 مرات (1982، 1983، 1995، 1996، 1997، 1999، 2000، 2004، 2005).

## وصلات خارجية
- الموقع الرسمي